# Apalharpactes
Apalharpactes Bonaparte, 1854 è un genere di uccelli appartenente alla famiglia Trogonidae. Al genere vengono ascritte 2 specie diffuse in Asia.

## Tassonomia
Il genere comprende le seguenti specie:
- Apalharpactes reinwardtii Temminck, 1822
- Apalharpactes mackloti Müller, 1836